# Nuoto ai XVI Giochi del Mediterraneo - 100 metri rana femminili

## Record
Prima di questa competizione, il record del mondo (WR) e il record dei Giochi del Mediterraneo (GR) erano i seguenti:
|    | 1'05"09 | Leisel Jones Australia            | 20 marzo 2006 Melbourne, Australia |
| GR | 1'10"79 | Anne Sophie Le Paranthoen Francia | 24 giugno 2005 Almería, Spagna     |

Durante l'evento sono stati migliorati i seguenti record:
| Data      | Evento      | Atleta                  | Nazione | Tempo   | Record |
| --------- | ----------- | ----------------------- | ------- | ------- | ------ |
| 27 giugno | 1ª batteria | Angeliki Exarchou       | Grecia  | 1'09"22 | GR     |
| 27 giugno | 3ª batteria | Concepcion Badillo Diaz | Spagna  | 1'09"05 | GR     |
| 27 giugno | Finale      | Roberta Panara          | Italia  | 1'08"47 | GR     |

## Batterie
Sabato 27 giugno, ore 10:30 CEST.
Si sono svolte 3 batterie di qualificazione. Le prime 8 atlete si sono qualificate direttamente per la finale. Coralie Dobral rinuncia alla finale, quindi prende il suo posto la prima inizialmente esclusa, Fanny Babou.
| #  | Batteria | Corsia | Atleta                  | Nazionalità          | Tempo   | Note  |
| -- | -------- | ------ | ----------------------- | -------------------- | ------- | ----- |
| 1  | 3        | 3      | Concepcion Badillo Diaz | Spagna               | 1'09"05 | Q, GR |
| 2  | 1        | 5      | Angeliki Exarchou       | Grecia               | 1'09"22 | Q, GR |
| 3  | 3        | 5      | Giulia Fabbri           | Italia               | 1'09"38 | Q     |
| 4  | 3        | 4      | Roberta Panara          | Italia               | 1'09"82 | Q     |
| 5  | 2        | 5      | Coralie Dobral          | Francia              | 1'09"88 | Q     |
| 6  | 1        | 4      | Sophie De Ronchi        | Francia              | 1'09"95 | Q     |
| 7  | 2        | 3      | Nina Sovinek            | Slovenia             | 1'10"73 | Q     |
| 8  | 1        | 3      | Dilara Buse Gunaydin    | Turchia              | 1'11"42 | Q     |
| 9  | 2        | 4      | Fanny Babou             | Francia              | 1'11"45 |       |
| 10 | 3        | 6      | Nađa Higl               | Serbia               | 1'11"50 |       |
| 11 | 3        | 2      | Aurora Perez            | Spagna               | 1'12"12 |       |
| 12 | 2        | 2      | Anastasia Chrystoforou  | Cipro                | 1'12"35 |       |
| 13 | 1        | 6      | Tanja Smid              | Slovenia             | 1'12"38 |       |
| 14 | 2        | 6      | Maria-anna Letsiou      | Grecia               | 1'13"92 |       |
| 15 | 2        | 7      | Selma Atic              | Bosnia ed Erzegovina | 1'17"51 |       |
| 16 | 3        | 7      | Nibal Yamout            | Libano               | 1'17"56 |       |
| 17 | 1        | 7      | Asmahan Farhat          | Libia                | 1'25"70 |       |
| -  | 3        | 1      | Marina Kuč              | Montenegro           | DNS     |       |

## Finale
Sabato 27 giugno, ore 18:05 CEST.
| Posizione | Corsia | Atleta                  | Paese    | Tempo   | Note |
| --------- | ------ | ----------------------- | -------- | ------- | ---- |
|           | 6      | Roberta Panara          | Italia   | 1'08"47 | GR   |
|           | 5      | Angeliki Exarchou       | Grecia   | 1'08"99 |      |
|           | 3      | Giulia Fabbri           | Italia   | 1'09"14 |      |
| 4         | 4      | Concepcion Badillo Diaz | Spagna   | 1'09"19 |      |
| 5         | 2      | Sophie De Ronchi        | Francia  | 1'09"67 |      |
| 6         | 7      | Nina Sovinek            | Slovenia | 1'09"79 |      |
| 7         | 8      | Fanny Babou             | Francia  | 1'11"20 |      |
| 8         | 1      | Dilara Buse Gunaydin    | Turchia  | 1'11"78 |      |